# Mohammed Riyani
Mohammed Riyani (Maaseik, 14 oktober 1991) is een voormalig Belgisch voetballer die als aanvaller voor onder andere Fortuna Sittard speelde.

## Carrière
Mohammed Riyani speelde in de jeugd van Bocholter VV, waar hij in 2010 vertrok om bij Fortuna Sittard te spelen. Hier debuteerde hij op 13 augustus 2010, in de met 3-1 verloren uitwedstrijd tegen AGOVV. Hij scoorde zijn eerste doelpunt op 24 september 2010, in de met 1-2 verloren thuiswedstrijd tegen FC Volendam. Na het seizoen 2010/11 keerde hij terug naar België, waar hij voor Verbroedering Geel-Meerhout en Patro Eisden Maasmechelen in de Derde klasse speelde. Hierna speelde hij nog op lagere niveaus voor FC Apollo 74 Gellik, KSK Bree, KVK Beringen en KFC Helson Helchteren. Ook speelde hij zaalvoetbal voor ZVVM/Campus.

### Statistieken
| Seizoen        | Club                      | Land           | Competitie     | Competitie | Competitie | Beker | Beker | Overig | Overig | Totaal | Totaal |
| Seizoen        | Club                      | Land           | Competitie     | Wed.       | Dlp.       | Wed.  | Dlp.  | Wed.   | Dlp.   | Wed.   | Dlp.   |
| -------------- | ------------------------- | -------------- | -------------- | ---------- | ---------- | ----- | ----- | ------ | ------ | ------ | ------ |
| 2010/11        | Fortuna Sittard           | Nederland      | Eerste divisie | 13         | 3          | 1     | 0     | –      | –      | 14     | 3      |
| 2011/12        | Geel-Meerhout             | België         | Derde klasse   | 27         | 7          | 0     | 0     | –      | –      | 27     | 7      |
| 2012/13        | Patro Eisden Maasmechelen | België         | Derde klasse   | 31         | 4          | 0     | 0     | 4      | 0      | 35     | 4      |
| 2013/14        | Patro Eisden Maasmechelen | België         | Derde klasse   | 23         | 4          | 0     | 0     | –      | –      | 23     | 4      |
| Carrièretotaal | Carrièretotaal            | Carrièretotaal | Carrièretotaal | 94         | 18         | 1     | 0     | 4      | 0      | 99     | 18     |
|                |                           |                |                |            |            |       |       |        |        |        |        |